# Dardanelle

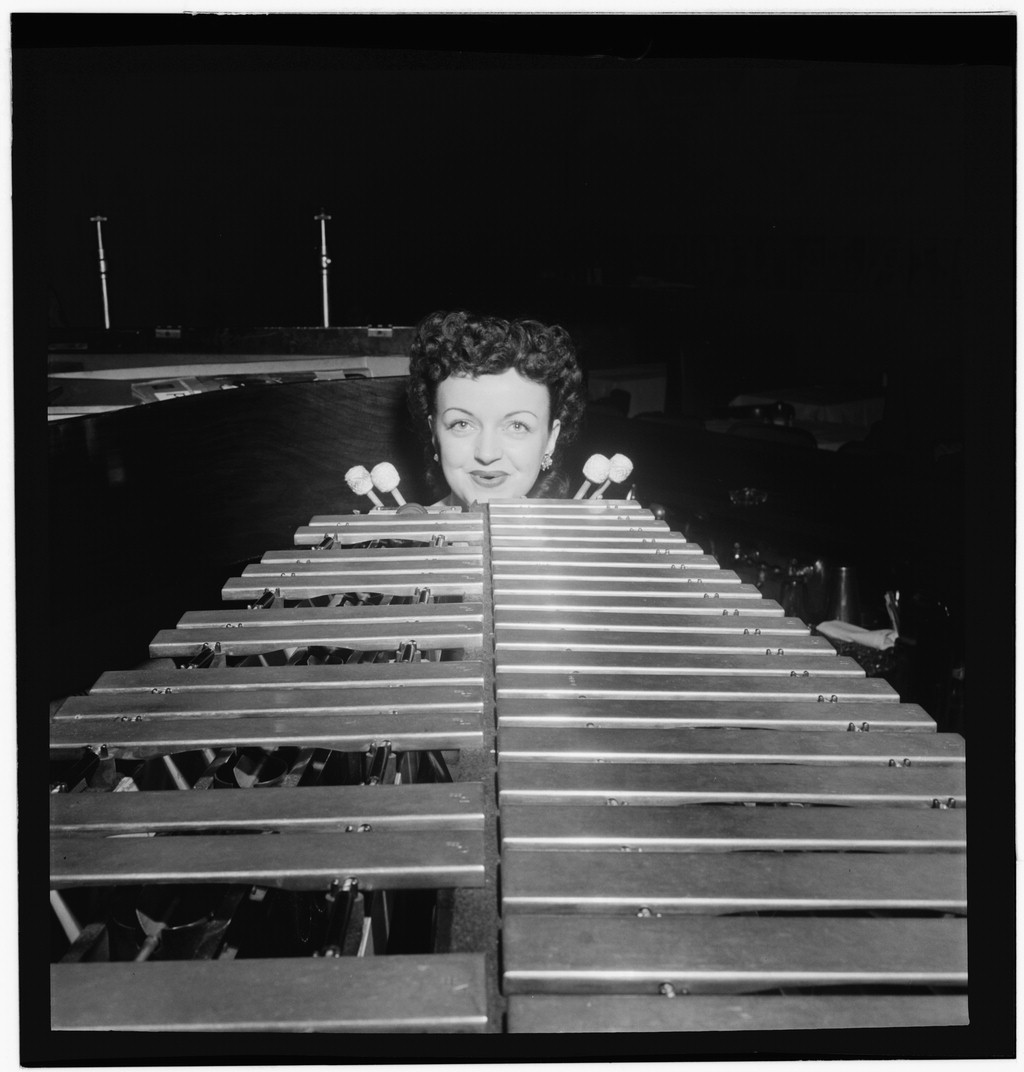
Dardanelle (um 1938) - US-amerikanische Jazz-Sängerin

Dardanelle (* 27. Dezember 1917 in Avalon, Massachusetts als Marcia Marie Mullen; † 8. August 1997 in Memphis, Tennessee) war eine US-amerikanische Blues- und Jazzsängerin, Vibraphonistin und Pianistin.

## Leben und Wirken
Über ihren wahren Namen gibt es Unklarheiten, meist wird Marcia Marie Mullen angenommen, manchmal Dardanelle Breckenridge. Sie wählte früh in ihrer Karriere den Künstlernamen Dardanelle. Offiziell hieß sie nach ihrer späteren Heirat Marcia Hadley.
Dardanelle begann ihre Musikerkarriere in den 1930er Jahren; sie leitete Mitte der 1940er Jahre ein eigenes Trio (Dardanelle Trio), das in der Copa Lounge im Nachtclub Copacabana in New York City auftrat und dem auch der Gitarrist Tal Farlow und Bassist Paul Edenfield angehörten. Ihr Repertoire umfasste Hot-Nummern, Blues-Titel und einige Originalkompositionen, Novelty Songs und ältere Jazz-Standards. Neben Klavierspiel sang sie auch. 1946 nahm sie für Victor auf. 1951 erhielt sie Gelegenheit für Plattenaufnahmen für Columbia Records. Wie viele ihrer Kolleginnen konzentrierte sie sich mehr auf ihre Familie und verschwand eine Weile aus dem Musikgeschäft; sie arbeitete dann in den 1960er Jahren für Radio- und Fernseh-Sender als Musikerin und Schauspielerin. Außerhalb von Chicago hatte sie eine eigene Show, in der ihre Söhne Skip (ein Schlagzeuger) und Brian als Musiker mitwirkten. Von 1966 bis 1984 lebte sie in Glen Rock (New York) und hatte Ende der 1970er Jahre ein Comeback als Jazzsängerin. Es erschienen auf Stash die beiden Alben Songs for New Lovers und The Colors of My Life, bei denen Dardanelle von Bucky Pizzarelli, George Duvivier und Grady Tate begleitet wurde. Außerdem tourte sie mit ihrem Trio.
Dardanelle spielte noch in den 1980er Jahren noch einige Alben auf dem Label Audiophile ein; ihr Album New York, New York - Sounds of the Apple, auf dem Slam Stewart einen Gastauftritt hatte, wurde für den Grammy nominiert. 1985 zog sie nach Oxford (Mississippi), wo sie 1986 einen Lehrauftrag als Artist in Residence an der University of Mississippi hatte. 1994 spielte sie auf dem Passagierschiff Queen Elizabeth 2. Ende der 1980er Jahre begann sie ihre Erinnerungen zu schreiben, die jedoch nie zu Lebzeiten erschienen sind. Sie las jedoch Auszüge daraus, die 13 Wochen lang im National Public Radio übertragen wurden.
Ihren letzten öffentlichen Auftritt hatte sie im Mai 1997  in Greenwood (Massachusetts); bald danach starb sie im Alter von 79 Jahren nach Komplikationen bei einer Herzklappen-Operation.

## Diskographische Hinweise
- The Colours of My Life (Stash, 1978)
- New York, New York - Sounds of the Apple (Vintage Jazz, 1980)
- Down Home (Audiophile, 1985)
- That's My Style (Audiophile, 1994)